# منصوری (لبنان)
منصوری (به عربی: المنصوری) یک منطقهٔ مسکونی در لبنان است که در شهرستان صور واقع شده‌است. منصوری ۵۰ متر بالاتر از سطح دریا واقع شده‌است.